# Fabian Marcaccio
 (juin 2021).
Si vous disposez d'ouvrages ou d'articles de référence ou si vous connaissez des sites web de qualité traitant du thème abordé ici, merci de compléter l'article en donnant les références utiles à sa vérifiabilité et en les liant à la section « Notes et références ».
Fabian Marcaccio, né le 30 décembre 1963 à Rosario (Argentine), est un artiste peintre et graveur italo-argentin. Il vit et travaille aux États-Unis.
Ces œuvres portant sur le thème de la transidentité, les Paintants et Draftants, ont été exposées dans le monde entier.

## Biographie

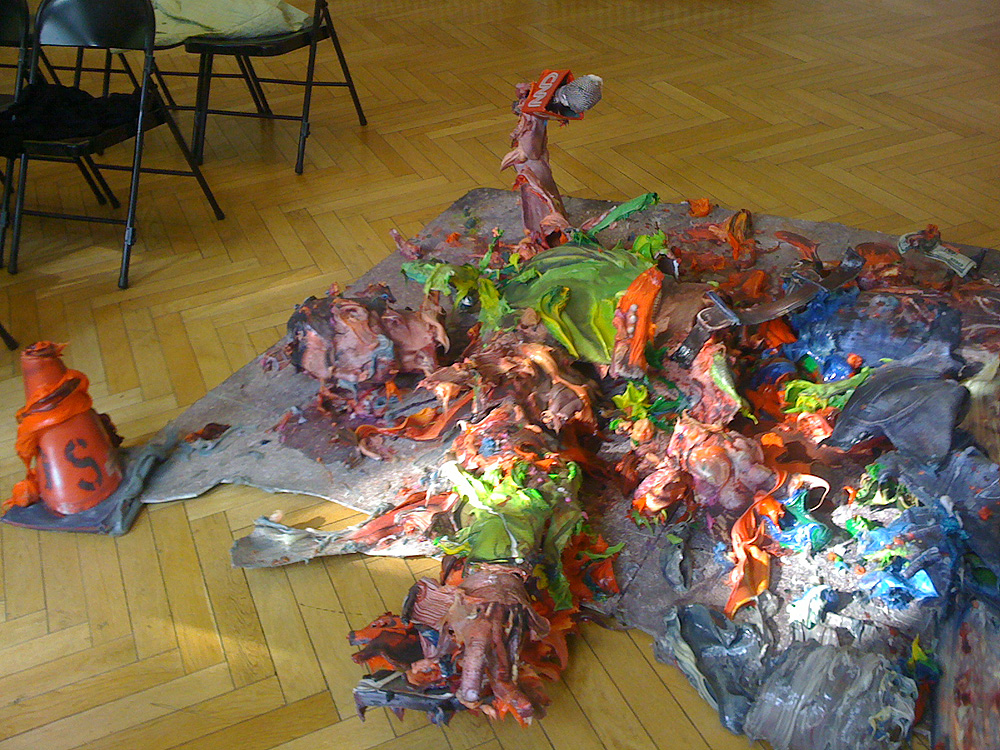
CNN Structural Canvas (2009), encre pigmentée sur toile, aluminium, silicone,.

Fabian Marcaccio naît d'une mère argentine et d'un père italien à Rosario, dans la province de Santa Fe, au nord de l'Argentine, où il fréquente ensuite la faculté de Philosophie et lettres de l'université nationale de Rosario.
En 1985, à l'âge de 22 ans, il s'installe à New York où il continue de vivre et de travailler. Il expose aux États-Unis, en Europe et en Amérique du Sud. En 2004, le musée des Beaux-Arts du Liechtenstein organise une rétrospective de son travail ; la même année, une exposition personnelle est montée à Miami au Pérez Art Museum. Il expose régulièrement dans des galeries de New York, Los Angeles, Berlin, Paris, Cologne et Barcelone. Il participe à de nombreuses expositions collectives, notamment la 44e exposition biennale de peinture américaine contemporaine, à la Corcoran Gallery of Art de Washington DC en 1995, aux Summer Projects du PS1 Contemporary Art Center de New York en 2002, et à la Documenta 11 de Kassel, en Allemagne, la même année. Ses collaborations multidisciplinaires incluent des projets avec l'architecte Greg Lynn qui aboutissent à une exposition au Wexner Center for the Arts de Columbus (Ohio) en 2001 et des projets avec le compositeur Claudio Baroni créant des opéras animés et une performance de paintball en 2005 au Weston Hall à Toronto (Ontario), Canada.
Le travail de Fabian Marcaccio cherche à savoir si le médium traditionnel de la peinture peut survivre à l'ère numérique. Il utilise des techniques de transfert de gravure pour faire des peintures et devient bien connu dans les années 1990 pour ses manipulations des conventions de la peinture. Plus récemment, il s'appuie sur des techniques numériques et industrielles pour insuffler à son processus de peinture des préoccupations spatiales et temporelles. Les résultats sont des peintures environnementales, des animations et des « Paintants » qui combinent des images manipulées numériquement, des formes sculpturales et des surfaces peintes en trois dimensions.
Le 10 septembre 2011, Marcaccio reçoit le prix Bernhard Heiliger de sculpture des mains du maire de Berlin, Klaus Wowereit.

## Récompenses et distinctions
- Prix Bernhard Heiliger de sculpture[4]